# Liotipoma
Liotipoma là một chi ốc biển, là động vật thân mềm chân bụng sống ở biển trong họ Colloniidae.

## Các loài
Các loài trong chi Liotipoma gồm có:
- Liotipoma wallisensis McLean & Kiel, 2007[2]